# سیگله
سیگله شهری در شهرستان سیگله در استان بولکیمده در بورکینافاسوی غربی مرکزی است جمعیت آن ۲۲۲۴ نفر است.